# Dalia Grybauskaitė

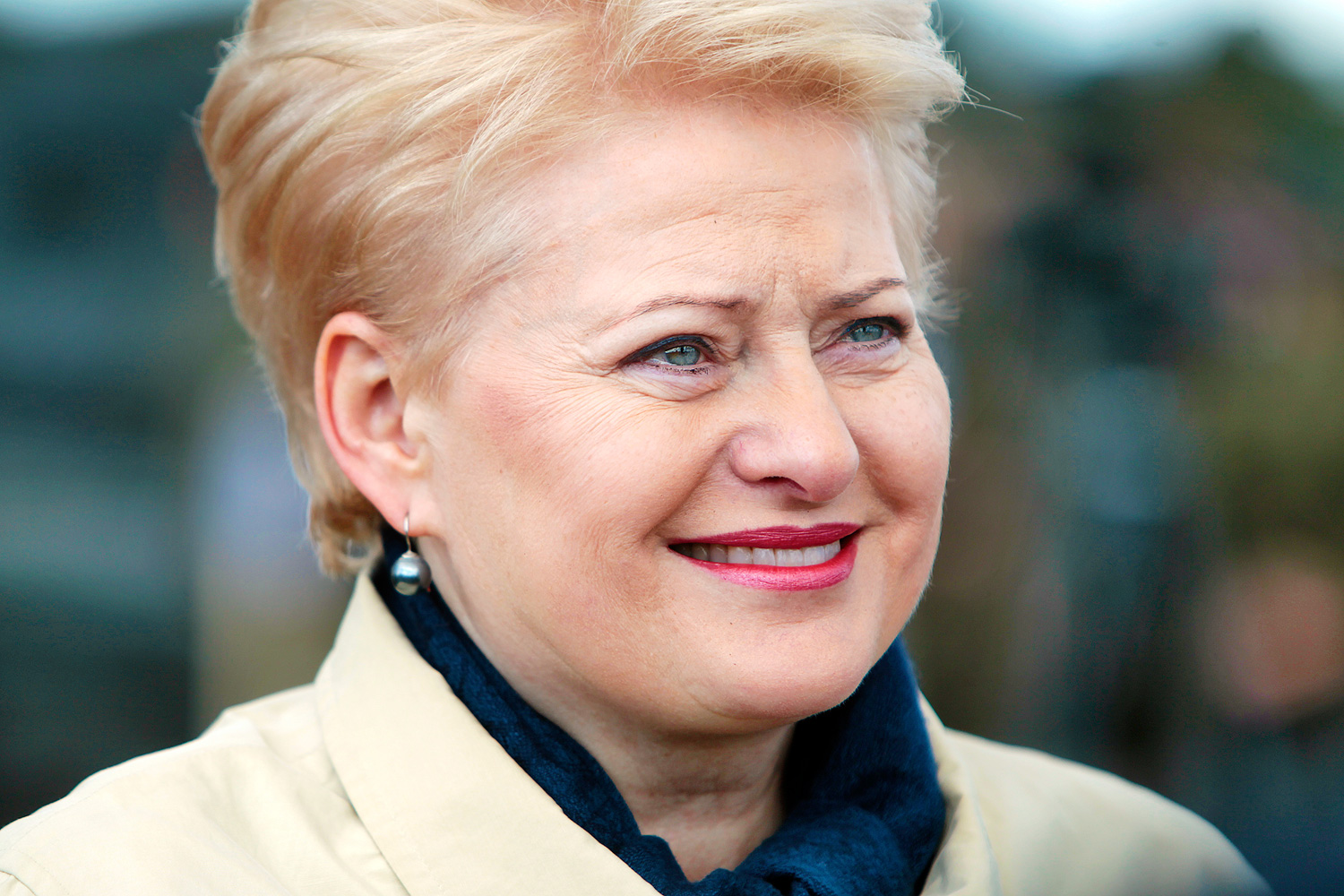
Dalia Grybauskaitė (2014)

Dalia Grybauskaitė [daˈlʲæ grʲiːbausˈkaitʲeː] (* 1. März 1956 in Vilnius, Litauische SSR, Sowjetunion) ist eine litauische Politikerin. Sie war von 2009 bis 2019 Präsidentin der Republik Litauen und dabei die erste und bisher einzige Frau in diesem Amt. Zuvor amtierte sie von 2001 bis 2004 als litauische Finanzministerin und war von 2004 bis 2009 in der Europäischen Union Kommissarin für Finanzplanung und Haushalt.

## Herkunft und Familie
Ihr Vater Polikarpas Grybauskas (* 1928 in der Rajongemeinde Kėdainiai; † 2008), laut den vorehelichen Dokumenten Gribauskas, war polnischer Herkunft (von der Seite seiner Mutter oder Großmutter). Er arbeitete als Elektriker und Fahrer. Dalia Grybauskaitė war die Tochter aus dessen zweiter Ehe mit Vitalija Korsakaitė (* 1922 in Latveliai bei Biržai; † 1989 in Vilnius), einer Verkäuferin. Grybauskaitės Mutter absolvierte die Schule und lernte Polikarpas in Vilnius kennen. Beide Eltern wurden in Vilnius bestattet. Über ihren Vater Polikarpas hat sie außerdem einen Halbbruder. Sie ist nicht verheiratet und hat keine Kinder.

## Ausbildung und Beruf
Dalia Grybauskaitė absolvierte die Salomėja Nėris-Mittelschule in der Altstadt Vilnius. und arbeitete zunächst ein Jahr in der Personalabteilung der Litauischen Nationalphilharmonie, ehe sie 1976 als Arbeiterin und Laborantin an die Pelzfabrik Rotfront nach Leningrad, Russische Sozialistische Föderative Sowjetrepublik, ging.
Mit dem Abschluss in Politischer Ökonomie im Abendstudium an der Staatlichen Leningrader Universität trat Grybauskaitė 1983 der Kommunistischen Partei der Sowjetunion (KPdSU) bei, kehrte nach Litauen zurück und übernahm die Leitung des Kabinetts für Landwirtschaft an der Parteihochschule Vilnius. Von 1985 bis zum Juni 1990 (bis zur Schließung der Parteischule nach dem politischen Umbruch im März 1990) unterrichtete Grybauskaitė dort Politische Ökonomie. Parallel promovierte sie 1988 zum Kandidaten der Wissenschaften in Wirtschaftswissenschaften an der Akademie für Gesellschaftswissenschaften beim Zentralkomitee der KPdSU in Moskau. Ihr Betreuer war Prof. Iwan Fjodorowitsch Suslow. Ihre Dissertation wurde auf Russisch zum Thema „Die Wechselbeziehung von öffentlichem und privatem Eigentum in der Funktionsweise der persönlichen Nebenlandwirtschaft“ (russ. Взаимосвязь общественной и личной собственности в функционировании личного подсобного хозяйства) angefertigt.
Nach dem gesellschaftlichen Umbruch in Litauen wurde sie als Mitarbeiterin des Wirtschaftsinstitutes der Litauischen Akademie der Wissenschaften 1991 mit der Ausarbeitung des Wirtschaftsprogramms der Regierung Litauens beauftragt. Im selben Jahr absolvierte sie ein Spezialprogramm für Regierungsmitglieder an der Georgetown University in Washington, D.C.

## Politische Laufbahn

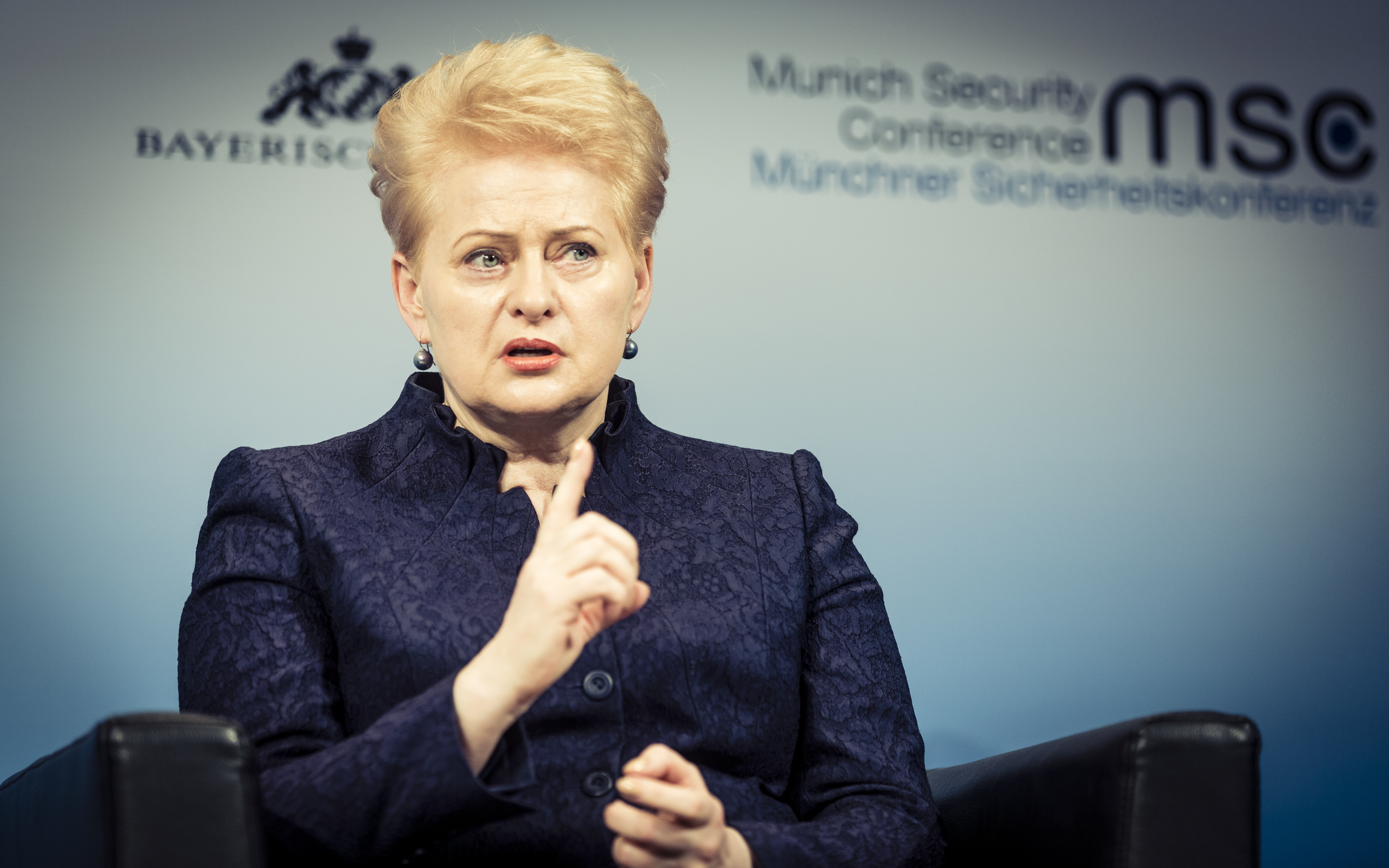
Grybauskaitė während der 53. MSC 2017

Nach dem Eintritt in die konservative litauische Regierung 1991 wurde sie bald Leiterin der Europa-Abteilung im Ministerium für internationale Wirtschaftsbeziehungen. Von 1993 bis 1994 arbeitete sie als Leiterin der Wirtschaftsabteilung im Außenministerium. Sie wurde Chefunterhändlerin für das Freihandelsabkommen mit der EU und war 1994 bis 1995 an der litauischen Vertretung bei der EU. Nach dem Regierungswechsel wurde sie 1996 (bis 1999) an die litauische Botschaft in den Vereinigten Staaten versetzt, bis sie nach dem erneuten Wahlsieg der konservativ-liberalen Parteien stellvertretende Finanzministerin (1999) und stellvertretende Außenministerin (2000) wurde. Auch nach dem Ende der bürgerlichen Koalition ging ihr politischer Aufstieg weiter: in der neuen, sozialdemokratisch geprägten Regierung von Algirdas Brazauskas wurde sie 2001 Finanzministerin (bis zu ihrer Ernennung als EU-Kommissarin am 4. Mai 2004).

### EU-Kommissarin
Ab dem 1. Mai 2004 bekleidete sie zusammen mit der Luxemburgerin Viviane Reding das Amt des Bildung- und Kulturkommissars. In der Kommission Barroso I, die sich von November 2004 bis Februar 2010 im Amt befand, war sie für Finanzen und Haushalt zuständig. Dieses Amt gab sie jedoch nach ihrer Wahl zur litauischen Staatspräsidentin auf. Ihr Nachfolger wurde der bisherige litauische Finanzminister Algirdas Šemeta.

### Litauische Staatspräsidentin

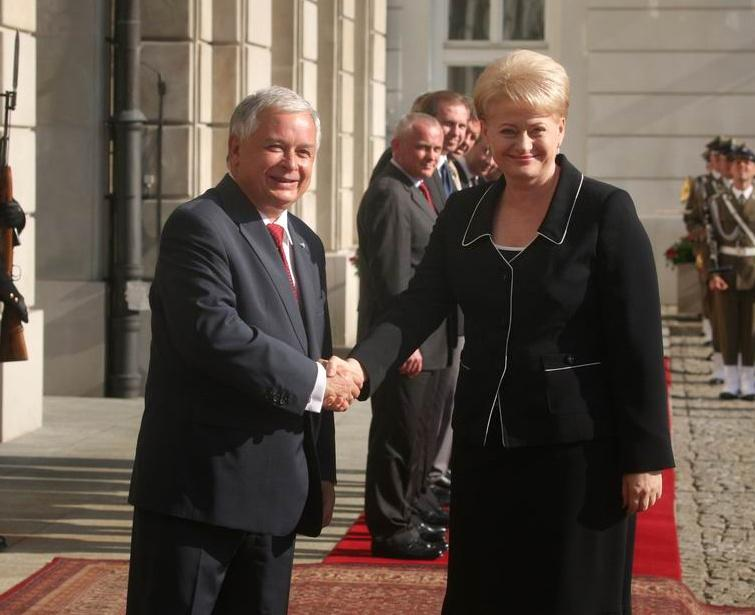
Grybauskaitė mit Lech Kaczyński im August 2009

Im Februar 2009 erklärte Dalia Grybauskaitė ihre Kandidatur für das Amt des litauischen Staatspräsidenten. Diese Kandidatur war allseits erwartet und von vielen Seiten der litauischen Gesellschaft befürwortet worden. Trotz eines Rückgangs in den Meinungsumfragen kurz vor der Wahl konnte sie die Abstimmung mit großem Vorsprung für sich entscheiden und wurde bereits im ersten Wahlgang am 17. Mai 2009 mit 68,2 % der Stimmen zur Nachfolgerin von Valdas Adamkus im Amt des Staatspräsidenten gewählt. Am 12. Juli 2009 wurde sie feierlich in ihr Amt eingeführt. Bei der Präsidentschaftswahl in Litauen 2014 setzte sie sich in der Stichwahl gegen den Abgeordneten des Europäischen Parlaments Zigmantas Balčytis durch und begann am 12. Juli 2014 ihre zweite Amtszeit. Nach zwei Amtszeiten durfte sie bei der Präsidentschaftswahl in Litauen 2019 nicht wieder antreten. Bis in die letzten Monate ihrer Amtszeit blieb Dalia Grybauskaitė die weitaus beliebteste Politikerin Litauens. Sie wurde als „politische Titanin“, „Bernstein-Lady“, „Tulpe“ oder von der New York Times als „Stahlmagnolie“ bezeichnet.
Am 12. Juli 2019 übergab sie das Amt an Gitanas Nausėda.

## Privatleben und Sprachkenntnisse
Sie besitzt einen schwarzen Gürtel in der Kampfsportart Karate. Neben Litauisch spricht sie Englisch, Russisch, Französisch und Polnisch.

## Auszeichnungen
- 2003: Kommandeur des Ordens des litauischen Großfürsten Gediminas[14]
- 2005: EU-„Kommissarin des Jahres“
- 2009: Collane des Ordens Vytautas des Großen[14]
- 2011: Collane des Drei-Sterne-Ordens[15]
- 2011: Großkreuz des Falkenordens[16]
- 2011: Großkreuz des Sankt-Olav-Ordens[17]
- 2012: Großoffizier des Ordens des heiligen Karl[18]
- 2013: Internationaler Karlspreis zu Aachen[19]
- 2013: Ehrendoktor, Georgetown University
- 2013: Collane des Ordens des Marienland-Kreuzes[20]
- 2013: Collane des Finnischen Ordens der Weißen Rose[21]
- 2015: Königlicher Seraphinenorden[22]
- 2018: Orden der Freiheit[23]
- 2018: Großkreuz des Ordens vom Niederländischen Löwen[24]
- 2018: Collane des Verdienstordens der Italienischen Republik[25]
- 2019: Orden des Weißen Adlers[26]
- 2022: Weltwirtschaftlicher Preis